# La ragazza di Nashville
La ragazza di Nashville è un film biopic di Michael Apted del 1980 che riguarda la storia, in parte romanzata, della cantautrice country Loretta Lynn. Il titolo originale della pellicola - Coal Miner's Daughter (La figlia del minatore) - è il medesimo di un brano del 1976 della stessa Lynn.
È stato un film pluripremiato nella stagione cinematografica 1980-1981.

## Trama
Figlia quindicenne di un minatore in uno sperduto paesino del Kentucky, Loretta passa la sua giornata in casa ad accudire i numerosi fratelli minori. Quando conosce il giovane Doolittle, il quale dice di volerla sposare, accetta con entusiasmo, si mette contro l'intera famiglia, ma il matrimonio è infine celebrato. Certo i due sposini non hanno molti soldi, lei è ancora acerba e immatura, lui burbero e impulsivo, ma col tempo il rapporto si stabilizza. Nascono quattro figli e, nel giorno dell'anniversario, Doolittle invece di portare finalmente alla moglie l'anello nuziale, le regala una chitarra. È l'inizio di una nuova vita: incoraggiata dal marito, manager e produttore, Loretta comincia a cantare, a incidere dischi, a esibirsi nei locali, fino ai prestigiosi palcoscenici di Nashville. Arrivano la fama, la ricchezza, e insieme la gelosia del marito, i battibecchi, le incomprensioni. Loretta ama il suo pubblico, però ama di più la sua famiglia e non permetterà al successo di rovinargliela del tutto.

## Riconoscimenti
- 1981 - Premio Oscar
  - Miglior attrice protagonista a Sissy Spacek
  - Candidatura Miglior film
  - Candidatura Migliore sceneggiatura non originale a Thomas Rickman
  - Candidatura Migliore fotografia a Ralf D. Bode
  - Candidatura Migliore scenografia a John W. Corso e John M. Dwyer
  - Candidatura Miglior montaggio a Arthur Schmidt
  - Candidatura Miglior sonoro a Richard Portman, Roger Heman Jr. e James R. Alexander
- 1981 - Golden Globe
  - Miglior film commedia o musicale
  - Miglior attrice in un film commedia o musicale a Sissy Spacek
  - Candidatura Miglior attore in un film commedia o musicale a Tommy Lee Jones
  - Candidatura Miglior attrice non protagonista a Beverly D'Angelo
- 1982 - Premio BAFTA
  - Candidatura Miglior attrice protagonista a Sissy Spacek
  - Candidatura Miglior sonoro a Richard Portman, Gordon Ecker, Roger Heman Jr. e James R. Alexander
- 1980 - National Board of Review Award
  - Miglior attrice protagonista a Sissy Spacek
- 1981 - Kansas City Film Critics Circle Award
  - Miglior attrice protagonista a Sissy Spacek
- 1980 - Los Angeles Film Critics Association Award
  - Miglior attrice protagonista a Sissy Spacek
- 1980 - New York Film Critics Circle Award
  - Miglior attrice protagonista a Sissy Spacek

Nel 2019 è stato scelto per la conservazione nel National Film Registry della Biblioteca del Congresso degli Stati Uniti